# Bernd Fitzenberger
Bernd Fitzenberger (* 14. Mai 1963 in Friedberg) ist ein deutscher Ökonom.

## Leben
Er studierte als Stipendiat der Studienstiftung des deutschen Volkes an der Universität Konstanz und an der Stanford University Volkswirtschaftslehre, Mathematik und Statistik. 1993 promovierte er an der Stanford University mit einem PhD in Economics (Two Essays on the Moving Blocks Bootstrap and Robust Inference in Linear Regressions). Nach der Habilitation 1998 in Konstanz wurde er zum Professor für Volkswirtschaftslehre, insbesondere Sozialpolitik an der TU Dresden berufen. Von 1999 bis 2004 hatte er den Lehrstuhl für Volkswirtschaftslehre, insbesondere Ökonometrie an der Universität Mannheim inne, von 2004 bis 2007 den Lehrstuhl für Volkswirtschaftslehre, insbesondere Labor Economics an der Goethe-Universität, von 2007 bis 2015 den Lehrstuhl für Statistik und Ökonometrie an der Albert-Ludwigs-Universität Freiburg. Seit April 2015 lehrt er auf dem Lehrstuhl für Ökonometrie an der Humboldt-Universität zu Berlin. Seit September 2019 ist er Direktor des Instituts für Arbeitsmarkt- und Berufsforschung (IAB).
Seine Forschungsschwerpunkte sind Einkommens- und Lohnungleichheit, Beschäftigungsentwicklung, Evaluation von Maßnahmen der Arbeitsmarkt- und Bildungspolitik, berufliche Bildung und Übergang von Schule zu Beruf, Beschäftigung von Müttern, Gewerkschaften (Tarifbindung, Organisationsgrad, Lohnstrukturen und Beschäftigung), Evaluationsmethoden und die Methode der Quantilsregressionen.
Am 14. Dezember 2005 wurde Bernd Fitzenberger unter der Matrikel-Nr. 7051 in der Sektion Ökonomik und Empirische Sozialwissenschaften als Mitglied in die Nationale Akademie der Wissenschaften Leopoldina aufgenommen.

## Schriften (Auswahl)
- Wages and employment across skill groups. An analysis for West Germany. With 28 tables. Heidelberg 1999, ISBN 3-7908-1235-8.